# Quad Cross
『Quad Cross』（クアッド・クロス）は、2012年に発売されたオーディオドラマCDである。全4巻予定。2012年に2巻を発売し未完となっていたが、2014年に3、4巻の発売がアナウンスされ、制作プロジェクトのクラウドファンディングが行われたが、期限内に目標金額に届かず失敗に終わった。

## 概要
『Quad Cross』（クアッド・クロス）は、原作・総監督：小関章ラファエル、制作：プロダクションI.Gのオリジナル・ドラマCDシリーズ。2011年10月1日慶應義塾大学公開レクチャー 小関章ラファエル・和田丈嗣『創作のための情報編集術』で初出告知された。
その後、出演者の蒼穹ステラ役：矢作紗友里、花音サシャ役：佐倉綾音がパーソナリティの、作品と連動公式ラジオ番組（簡易動画付き）、文化放送「超!A&G+」『Radio Cross』の放送が2011年10月11日（プレ放送）、2011年10月18日（本放送）開始され、順次、出演者等の情報が開示された。本作の公式情報は、この番組をチャンネルにしてリリースされている。本作が全4話シリーズであることも発表された。。2011年コミックマーケット81で2011年12月29日より『Quad Cross 1』が先行発売され、2012年1月18日に一般発売。2012年5月30日に『Quad Cross 2』がリリースされた。
2014年よりQuad Cross Production Committee（Aquilon、アクティブゲーミングメディア、 株式会社コンディションイエロー）が組織され、制作をウィットスタジオが担当している。©表記： 2011/2014 KOSEKI Aquila Raphael  / Quad Cross Production Committee. Developed by WIT STUDIO - IG port-。。
2014年8月からPLAYISMで第1話、第2話の無料ダウンロード・キャンペーンが行われ、8月20日のTSUTAYA、GEOでのレンタル解禁と同日有料販売に移行された。。
オフィシャルのイラストレーターはtanu。脚本は主に高羽彩が務めている。

## 登場人物
蒼穹ステラ（SOKYU, Stera）
声：矢作紗友里
流華リラ（LUCA, Lirra）
声：早見沙織
一話のメインヒロイン。オプス・ニグレドの力を持つ。
ブロッサムベリー大学の附属女子高等学校在籍している真面目でしっかりとした少女。
ティーン誌のモデルを務めていて、周りの生徒や学部の教授に一目置かれている。
モデル業が忙しく、寝不足で授業や友達との会話中に寝てしまうこともしばしば。
鏡美ティラ（KAGAMI, Tirra）
声：伊瀬茉莉也
花音サシャ（CANON, Sasha）
声：佐倉綾音
告文ガブリエル
声：間島淳司
少年：ミルグム
声：代永翼
出典

## Quad Cross 1

### 収録内容
Disc1：「Quad Cross 第1話 暁の瞼」
出演：矢作紗友里・早見沙織・伊瀬茉莉也・佐倉綾音・代永翼・間島淳司 他
1. 夢 ―アバンタイトル―
2. 4人
3. 流華と森の伝説
4. 流華とステラ
5. 不穏
6. 時計塔の告文
7. キパットゥ
8. 流華のほころび
9. 光明
10. ー

Disc2：「Radio Cross 出張版 〜その1〜 眠れる茨の大すごろく!」
出演：矢作紗友里・佐倉綾音
1. オープニング
2. 「Quad Cross」について
3. 眠れる茨の大すごろく!
4. エンディング

Disc3：「Radio Cross 出張版 〜その2〜 作品座談会」
出演：矢作紗友里・佐倉綾音
ゲスト：早見沙織
出典

## Quad Cross 2

### 収録内容
Disc1：「Quad Cross 第２話 鏡像の母 」
出演：矢作紗友里・早見沙織・伊瀬茉莉也・佐倉綾音・代永翼・間島淳司 他
1. プロローグ
2. 鏡美の朝
3. フリーマーケットの4人
4. 伝書鳩
5. 4人と未来と来訪者
6. 千杖とステラ
7. クロスの型どり
8. 天使祝詞
9. セトギワ
10. 鏡美のほころび
11. 白雪姫
12. 剣／女王
13. 千杖・プラトー・夢杓

Disc2：「Radio Cross 出張版2 〜その1〜」
出演：矢作紗友里・佐倉綾音
1. オープニング
2. 「Quad Cross 第二話について」
3. 番組が望む
4. エンディング

Disc3：「Radio Cross 出張版2 〜その2〜」
出演：矢作紗友里・佐倉綾音
ゲスト伊瀬茉莉也
「作品座談会」
出典

## スタッフ
- 原作・総監督：小関章ラファエル（Aquilon）
- 原作監修：五味佐和子（Aquilon）
- 制作：Production I.G
- 製作：Cloth Luna（株式会社ドリームファクトリーアーティスト）
- 発売元：Cloth Luna（株式会社ドリームファクトリーアーティスト）
- 販売元：タワーレコード
- プロデューサー：
  - 和田丈嗣（Production I.G、WIT STUDIO ）
  - 阿部高明（Cloth Luna）
- 音響監督：小泉紀介（神南スタジオ）
- シリーズ構成：小関章ラファエル（Aquilon）
- 脚本：高羽彩
- 録音エンジニア：山口貴之
- 音楽：嶌岡大祐
  - ミルグムのテーマ
    - 作詞：小関章ラファエル＋五味佐和子（Aquilon）
    - 作曲：小関章ラファエル（Aquilon）
    - 編曲：嶌岡大祐
- 音楽ディレクター：（Cloth Luna[要検証 – ノート]）
- 収録スタジオ：神南スタジオ、delfi sound
- キャラクターデザイン・ジャケットイラスト：tanu
- ジャケットデザイン：KASSAI（3PO DESIGN WORKSHOP）
- 校章＋ロゴデザイン：小関章ラファエル（Aquilon）
- エグゼクティブプロデューサー：
  - 石井光久（Production I.G）
  - 宮野好章（文化放送）
  - 矢島淳（ドリームファクトリーアーティスト）
  - 菊地保宏（ドリームファクトリーワールドワイド）

## 刊行
- Quad Cross 1 -Script-、2013年5月14日[5]、ISBN 978-4-907246-00-6